# Bébé Manga
Pour les articles homonymes, voir Manga (homonymie).
Elizabeth Bessem Ayamo Manga, connue sous le nom de Bébé Manga, est une chanteuse camerounaise de makossa née le 27 novembre 1948 à Mamfé et morte le 1er juillet 2011 à Douala.

## Biographie

### Enfance, formation et débuts
Bébé Manga naît le 27 novembre 1948 à Mamfé, dans la Manyu de la région du Sud-Ouest du Cameroun. Bébé Manga a été encensée par les journalistes de Côte d'Ivoire en raison de sa voix distinctive et expressive. Elle commence sa carrière en 1975 dans une boîte de nuit d'Abidjan, puis se produit rapidement dans toute l'Afrique.

### Carrière
Bébé Manga accède à la notoriété internationale en 1980 en reprenant Amie, le tube d'Ebanda Manfred (1962), sous la forme Ami O. Enchaînant les succès, elle devient une chanteuse majeure de la décennie 1980 au Cameroun.
Moins présente par la suite, elle participe néanmoins à l'album Manu Safari de Manu Dibango en 1998 en interprétant avec lui Soir au village. Elle collabore également avec d'autres artistes tels que Tom Yoms à la fin des années 1990.
Elle décède à Douala à la suite d'une crise cardiaque, en chemin pour l'hôpital. Elle est enterrée dans l'enceinte familiale de Tinto dans la région du Sud-Ouest du Cameroun.

## Discographie
- Ami-Oyomiya (1982)
- Beko (1982)
- Djoudjou Dada (1982)
- Temps Futur (2000)

## Distinctions honorifiques
- 1981 : Top Rfi

- 1982 : Disque d'or, Sacem

- 1983 : Maracas d'or, Sacem, Best Singer Of The Year In Cameroun, Musical Interpretation, Award Cameroun

- 1994 : Ngwomo Africa, Award, Congo

- 2000 : Baward d'or de La Musique

- 2005 : Top D'or De la Musique, Côte D'ivoire

- 2009 : Prix D'excellence Canal2, Cameroun[4]